# Marianka
Marianka je obec na Slovensku v okrese Malacky. Žije zde přibližně 2 300 obyvatel. První písemná zmínka o obci pochází z roku 1367. Marianka je známé poutní místo, které patřilo k nejstarším na území někdejšího Uherského království. K Lurdské jeskyni vede Křížová cesta se sochami v životní velikosti, které zhotovil kutnohorský řezbář Bohumil Bek.